# Barbara Forrest

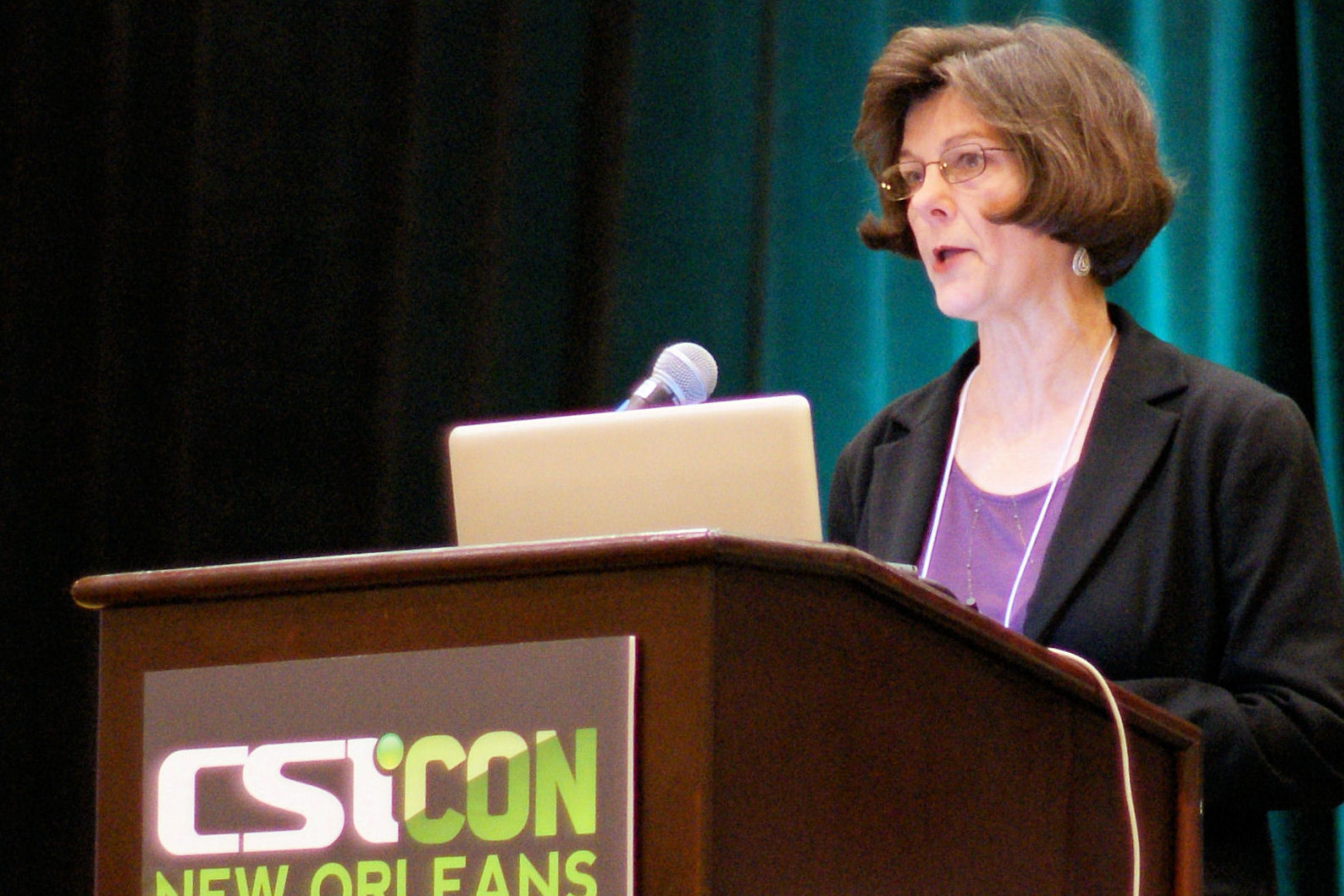
Forrest während ihres Vortrags über Kreation und Evolution in New Orleans im Jahr 2011

Barbara Carroll Forrest (* 25. Juni 1952) ist Professorin für Philosophie an der Southeastern Louisiana University. Bekanntheit erlangte sie durch ihre Kritik an der Intelligent Design (ID)-Bewegung und dem Discovery Institute. Von besonderer Bedeutung war ihre Aussage als Sachverständige im US-Prozess Kitzmiller vrs. Dover Area School District.

## Biographie
Forrest erlangte 1988 ihren Ph.D. in Philosophie an der Tulane University, seitdem hat sie den Lehrstuhl für Philosophie des Fachbereiches Geschichte und Politikwissenschaft der Southeastern Louisiana University in Hammond inne.
Zusammen mit dem Biologieprofessor Paul Gross deckte sie im Jahr 2004 die Ziele und Strategien der ID-Bewegung in den USA zur Unterminierung des US-Lehrplans zur Evolutionstheorie auf.
Sie wiesen zum einen das Fehlen einer wissenschaftlichen Hypothese der Intelligent Design-Bewegung nach und belegten zum anderen die religiösen Wurzeln und politischen Ambitionen der Bewegung.
Forrest ist Mitglied des National Center for Science Education (NCSE) und des Überwachungsausschusses für die Trennung von Kirche und Staat.

## Der Prozess Kitzmiller vrs. Dover Area School District
Im Prozess „Kitzmiller vrs. Dover Area School District“ spielte Forrest im Jahr 2005 als Sachverständige eine Schlüsselrolle. Nachdem die Bewegung vergeblich versucht hatte, sie als Zeugin auszuschließen, wurde sie durch die ID-Bewegung als Verschwörungstheoretikerin diffamiert.
Forrest sagte am 5. Oktober aus, dass die Intelligent-Design-Bewegung kirchlichen Ursprungs sei und der Terminus „Designer“ als Synonym für den christlichen Gott verwendet würde, um die Verletzung von US-Schulgesetzen zu umgehen. Sie belegte das unter anderem mit einer Analyse älterer unveröffentlichter Versionen des ID-Lehrbuchs Of Pandas And People, in denen an allen Stellen, wo später „Intelligent Design“ oder „Designer“ stand, ursprünglich „Schöpfungswissenschaft“ oder „Schöpfer“" gestanden hatte.
Ihre Aussage war prozessentscheidend, denn der Richter folgte in seinem Urteil ihrer Auffassung
und entschied, dass „Intelligent Design keine Wissenschaft sei“, dass es sich „nicht von seinen kreationistischen und daher religiösen Wurzeln lösen könne“ und dass daher „der Unterricht von Intelligent-Design-Hypothesen den Establishment Clause des ersten Verfassungszusatzes der US-amerikanischen Verfassung verletze“.